# Nedělník
Nedělník je periodikum vycházející v neděli.
České nedělníky:
- Nedělní Blesk
- Nedělní noviny (1999–2000)[1]
- Nedělní Sport (2005–2022)

Britské nedělníky:
- The Independent on Sunday
- The Observer – nejstarší světový nedělník vycházející od roku 1791[2]
- The Sunday Telegraph

Německé nedělníky:
- Die Presse am Sonntag
- Frankfurter Allgemeine Sonntagszeitung
- NZZ am Sonntag
- Welt am Sonntag